# Tornabé
Tornabé är en ort i Honduras.   Den ligger i departementet Atlántida, i den nordvästra delen av landet, 190 km norr om huvudstaden Tegucigalpa. Tornabé ligger 6 meter över havet och antalet invånare är 1 452.
Terrängen runt Tornabé är platt åt nordväst, men åt sydost är den kuperad. Runt Tornabé är det ganska tätbefolkat, med 100 invånare per kvadratkilometer. Närmaste större samhälle är Tela, 9,2 km öster om Tornabé. 